# Emma Byrne
Emma Anne Byrne (Leixlip, 14 de junio de 1979) es una futbolista irlandesa que juega como guardameta en el Arsenal LFC de la WSL y la selección irlandesa, con la que ha jugado más de 90 partidos.

## Trayectoria
Byrne comenzó su carrera en St. Patrick's Athletic. En 1999 fichó por el Fortuna Hjørring danés, y en 2000 por el Arsenal. En 2007 se proclamó campeona de la Copa de Europa.
Actualmente, después de colgar los guantes hace dos años, ha fichado por el Terrassa F.C de la Primera Nacional Española.